# Jasey Jay Anderson
Jasey Jay Anderson, né le 13 avril 1975 à Montréal, est un snowboardeur canadien.

## Biographie
Il est arrivé 16e en 1998 aux jeux de Nagano dans le Giant Slalom des hommes.
En 2002, il est arrivé 29e aux jeux de Salt Lake City dans le Slalom géant en parallèle.
En 2006 à Turin, il est arrivé 5e au Snowboard cross et après il est arrivé 20e  au Slalom géant en parallèle.
En 2010, il remporte la médaille d'or au slalom géant en parallèle aux Jeux Olympiques de Vancouver.
Depuis 2007, Jasey-Jay est athlète ambassadeur de Tremblant, une station de ski située dans la région des Laurentides, au Québec.

## Palmarès

### Coupe du monde de snowboard
- 4 gros globe de cristal :
  - Vainqueur du classement général en 2002, 2002, 2003 et 2004.
- 2 petits globe de cristal :
  - Vainqueur du classement du snowboardcross en 2002 et en 2006.
- 63 podiums dont 28 victoires en carrière.